# Public relations
Public relations (PR) (z ang. relacje publiczne, kontakty z otoczeniem), imagistyka społeczna – budowanie i utrzymywanie wzajemnie korzystnych relacji podmiotu z otoczeniem wewnętrznym i zewnętrznym. Działania public relations ukierunkowane są na kształtowanie wizerunku, uzyskanie akceptacji i przychylności. Wizerunek uzyskiwany jest na bazie wspomnianych relacji i komunikowanych do otoczenia prawdziwych informacji. Nazwą powszechnie używaną w języku polskim jest również peer, piar lub pijar, który jest zgłoskową realizacją pierwszych liter PR.

## Definicja
Definiowanie public relations jest zróżnicowane w zależności od kontekstu, w jakim realizowane są badania, od czasu, miejsca i grupy zawodowej i społecznej, której PR dotyczy. Inaczej PR postrzegają ekonomiści, politycy, działacze społeczni, aktywiści organizacji, ruchów ekologicznych, mniejszości etnicznych, czy grup religijnych. Literatura podaje, że opracowano ponad 2000 definicji public relations. W samych tylko Stanach Zjednoczonych, w 1948 roku istniało 987 terminów określających czym jest PR. Opracowane w literaturze definicje obejmują relacje zachodzące pomiędzy dwoma kluczowymi grupami podmiotów, którymi są: organizacja i jej otoczenie wewnętrzne i zewnętrzne.
Zapisana w słowniku PWN definicja wskazuje, że: public relations to część działalności organizacji lub firmy polegająca na tworzeniu i utrzymywaniu jej pozytywnego wizerunku na zewnątrz. W dosłownym tłumaczeniu na język polski public relations oznacza – stosunki publiczne lub stosunki z publicznością. Jak wskazuje się w literaturze, próby tłumaczenia tego terminu na język polski nie są uzasadnione, ponieważ nie zrodził się on w polskim kręgu kulturowym, przez co jego translacja może zaburzać natywną treść, a także terminy „stosunki publiczne”, tudzież „stosunki z publicznością” wydają się być infantylne.
W pierwszej fazie rozwoju public relations było postrzegane jako element zarządzania organizacją a dopiero w późniejszych latach jako składowa strategii komunikacji. W literaturze częściej pojawia się to drugie rozumienie. Niektóre podejścia określają go nawet jako wymuszenie na organizacji dostosowania się do otoczenia. Autorzy niektórych z definicji, jako cel działań PR wskazują uzyskanie poparcia dla działalności organizacji. Autorzy amerykańskiego podręcznika S.M. Cutlip, A.H. Center i G.M. Broom (1985) definiują PR jako funkcję zarządzania, o charakterze ciągłym i planowym, dzięki której organizacja pozyskuje i podtrzymuje zrozumienie, sympatię i poparcie tych, którymi jest zainteresowana obecnie lub może być zainteresowana w przyszłości – przez badanie ich opinii o organizacji, w celu maksymalnego dostosowania do nich swoich celów i swojej działalności, dla osiągnięcia – przez planowe, szerokie rozpowszechnianie informacji – lepszej współpracy ze społecznością oraz skuteczniejszej realizacji swoich interesów.
Próby definiowania public relations podejmowane były nie tylko przez przedstawicieli świata nauki. Międzynarodowe Stowarzyszenie public relations zauważa, iż PR są to: planowe, systematyczne i metodyczne zabiegi o zrozumienie, zaufanie i pozytywny goodwill w otoczeniu za pomocą celowo zastosowanych procesów komunikacyjnych.

## Cele
Cele przypisywane public relations uzależnione są od przyporządkowania działań do takich dziedzin jak: marketing, komunikacja społeczna, czy zarządzanie. W pierwszym przypadku za główny cel public relations można uznać kreowanie wizerunku firmy lub organizacji poprzez przekazanie informacji do otoczenia na temat firmy, jej produktów lub usług z wykorzystaniem liderów opinii lub bezpośrednio przy użyciu np. mediów. Specjaliści PR zwykle wąsko definiują grupę docelową swoich działań, aby precyzyjniej przygotować dla nich komunikację. W drugim przypadku nacisk kładziony jest na proces zarządzania informacją, który ma za zadanie stworzenie w świadomości odbiorcy konieczności istnienia organizacji, jej integralności ze środowiskiem ją otaczającym itd., poprzez budowę zaufania do firmy i jej pozytywnego wizerunku. W trzecim przypadku uznaje się PR za strategiczny element zarządzania organizacją, którego celem jest sprawna, planowa, efektywna komunikacja tak wewnątrz niej, jak i z otoczeniem. Dotychczas nie rozstrzygnięto sporu, które z tych podejść jest właściwe, ale większość badaczy przyznaje PR strategiczną rolę w organizacji i stawia je jako równorzędne np. względem marketingu.

## Sfery zadaniowepublic relations[14]
- komunikacja wewnętrzna (wewnętrzny PR)
- budowanie wizerunku pracodawcy (employer branding),
- zarządzanie kryzysowe (crisis management),
- audyt komunikacyjny,
- relacje z mediami (media relations),
- lobbing,
- public affairs,
- identyfikacja wizualna firmy, produktu i usługi (corporate identity),
- organizacja wydarzeń (event marketing),
- relacje z inwestorami (investor relations),
- e-PR,
- monitorowanie mediów (media tradycyjne i elektroniczne),
- sponsoring,
- relacje z blogerami i influencerami.

## PR w Polsce
Od lat 90. XX wieku w Polsce systematycznie rośnie zapotrzebowanie na specjalistów zajmujących się public relations. Tym samym pojęcie to stało się modne. Między innymi z tego powodu na wielu polskich wyższych uczelniach powstały wydziały kształcące takich pracowników. Główne wydarzenia w historii polskiego PR:
- 1991 – powstaje w Polsce pierwsza firma świadcząca usługi public relations[15],
- 1992 – w Polsce uruchamia swoje biuro jedna z największych światowych firm zajmujących się public relations – Burson-Marsteller[16],
- 1993 – powstają pierwsze w Polsce uniwersyteckie studia z zakresu public relations na Uniwersytecie Warszawskim w Instytucie Dziennikarstwa[16],
- 1994 – powstanie periodyka branżowego „PR News”[16]
- 1994 – powstaje Polskie Stowarzyszenie Public Relations, inicjatorką powstania i pierwszym prezesem była Alma Kadragic,
- 1995 – w tym roku została stworzona pierwsza sieć komputerowa w Wielkopolskiej Agencji Informacyjnej PRESS-SERVICE, która umożliwiła jednocześnie na wielu stanowiskach przeprowadzać analizy i przygotowywać zestawienia z zakresu monitoringu mediów[16],
- 1996 – powstaje Kodeks Etyczny Polskiego Stowarzyszenia public relations,
- 1996 – powstanie portalu branży public relations, www.piar.pl, na bazie którego w roku 2004 powstaje dwumiesięcznik drukowany o tej samej nazwie co portal[16],
- 2000 – powstaje netPR, przekształcony następnie w InternetPR.pl – branżowa grupa dyskusyjna funkcjonująca na bazie przeglądarki Yahoo[16],
- 2001 – zorganizowana została konferencja Publicon, której inicjatorami byli liderzy RPR Group, Andrzej Stolarczyk oraz Beata Paczyńska[16],
- 2001 – powstaje Związek Firm Public Relations, zrzeszający firmy deklarujące działania zgodne z wysokimi standardami etycznymi,
- 2001 – od tego roku zaczynają być organizowane Kongresy Public Relations, kluczowe wydarzenie branży PR, projekt obecnie organizowany przez Wydawnictwo Newsline,
- 2004 – powstaje Kodeks Dobrych Praktyk ZFPR, precyzujący zasady i standardy świadczenia usług PR,
- 2006 – w dniu 21 lutego, z inicjatywy Polskiego Stowarzyszenia Public Relations, Związku Firm Public Relations oraz Fundacji InternetPR zostaje powołana Rada Etyki Public Relations[16],
- 2010 – PRESS-SERVICE Monitoring Mediów wprowadza jako pierwszy na polskim rynku usługę monitoringu social mediów[16],
- 2020 – powstaje Stowarzyszenie Agencji Public Relations (SAPR), która to organizacja po roku działania w branży staje się największą w Polsce pod względem liczby firm członkowskich[17],
- 2020 – Polskie Stowarzyszenie Public Relations wycofuje się z prac w Radzie Etyki Public Relations[18],
- 2020 – powstają standardy profesjonalnego public relations[19],
- 2021 – pierwszy raz w polskiej branży public relations zdefiniowano operat badawczy agencji i wyliczono ich rzeczywistą liczbę: 934[20],
- 2021 – Stowarzyszenie Agencji Public Relations uruchamia szereg inicjatyw edukacyjnych skierowanych do branży w tym nagrodę PR Wings[21].

Od 2003 roku prowadzony jest w Polsce konkurs „Złote Spinacze”, który został zainicjowany przez Związek Firm Public Relations. Przyznawana w nim nagroda „Złote Spinacze” należy on do najbardziej prestiżowych nagród branży PR w Polsce. W roku 2021 Stowarzyszenie Agencji Public Relations organizuje pierwszą edycję kolejnej branżowej nagrody jaką są PR Wings. W tym samym roku SAPR przyznaje po raz pierwszy nagrodę im. Andrzeja Stolarczyka, za wybitne zasługi dla branży public relations. PR Wings oraz nagroda im. Andrzeja Stolarczyka w roku 2021 przyznane zostały podczas XXI edycji Kongresu Public Relations w Rzeszowie. Tożsame wydarzenie zorganizowane zostało przez SAPR w roku 2022. W roku 2021 nagrodę otrzymał prof. Dariusz Tworzydło, w 2022 zaś Sebastian Bykowski. Nagrody zostały wręczone podczas Kongresu Public Relations w Rzeszowie.

## Struktura branży public relations w Polsce
W Polsce ukształtowała się trwała struktura branży public relations. Jednym z kluczowych filarów tej branży jest sektor agencji public relations. Pierwszą agencją PR na polskim rynku była FIRST PR. Z badań przeprowadzonych w roku 2021 przez zespół pod kierownictwem prof. Dariusza Tworzydło z Uniwersytetu Warszawskiego wynika, iż obecnie na polskim rynku działa 934 agencje PR. Niewielka część tych podmiotów jest zrzeszona w dwóch organizacjach branżowych: Związku Firm Public Relations oraz Stowarzyszeniu Agencji Public Relations. Pierwsza organizacja branżowa została zarejestrowana w roku 1994. Było to Polskie Stowarzyszenie Public Relations. Strukturę branży public relations, oprócz agencji i organizacji branżowych tworzą jeszcze: indywidualni specjaliści public relations oraz podmioty wspierające, do których zaliczamy: Radę Etyki Public Relations, Fundację InternetPR, media branżowe i inne podmioty. Badania realizowane przez Przemysława Szubę, pokazują, iż Polska branża public relations może stanowić około 48 tys. specjalistów (stan na rok 2022), z czego 11.300 zatrudnionych jest w agencjach public relations.

## Grupy docelowe działań PR (otoczenie wewnętrzne i zewnętrzne)
Wyróżnia się następujące grupy docelowe otoczenia wewnętrznego i zewnętrznego w public relations:
- otoczenie wewnętrzne:
  - pracownicy firmy
  - zarząd
  - związki zawodowe
  - rady pracownicze
- otoczenie zewnętrzne:
  - społeczności lokalne
  - klienci
  - kontrahenci
  - media (tradycyjne i nowoczesne)
  - inwestorzy i potencjalni inwestorzy
  - administracja rządowa i samorządowa
  - organizacje konsumenckie, takie jak Federacja Konsumentów czy Inspekcja Handlowa,
  - organy władzy samorządowej,
  - liderzy opinii w wymiarze regionalnym lub lokalnym,
  - uczelnie wyższe,
  - inwestorzy i potencjalni inwestorzy,
  - banki,
  - ubezpieczyciele
  - instytucje okołobiznesowe, takie jak: centra biznesu, firmy eksperckie i doradcze i inne.

## Modele public relations
Modele public relations to sposoby uprawiania PR przez daną organizację lub specjalistę. Powstały na podstawie obszernego materiału historycznego i analizy współczesnej praktyki PR. Poszczególne modele różnią się celem, naturą komunikowania, związkami między uczestnikami procesu komunikowania i wykorzystaniem technik badawczych.
Na podstawie badań empirycznych i historycznych Grunig i Hunt w 1984 roku wyróżnili 4 modele PR:
- rozgłos (publicity);
- informacja publiczna;
- dwukierunkowy asymetryczny;
- dwukierunkowy symetryczny.

### Rozgłos
Model dominujący w latach 20. i 30. XIX wieku. Wiąże się bezpośrednio z nadawaniem rozgłosu konkretnej kwestii, bez względu na jej wartość (pozytywna, negatywna). Wykorzystuje techniki informacyjne polegające m.in. na dostarczaniu na zlecenie klienta artykułów do prasy, przedstawiających zleceniodawcę w pozytywnym świetle. W okresie rozkwitu tej formy prowadzenia działań artykuły te często mijały się z rzeczywistością. Jednym z najbardziej znanych przedstawicieli tego modelu był Phineas Barnum, Amerykanin, który żył w XIX wieku, nazywany mistrzem manipulacji. To on jest autorem stwierdzenia „nieważne, co o mnie mówią, ważne, żeby poprawnie pisali nazwisko”. Dziś ten model występuje wśród specjalistów związanych ze sportem i show-biznesem.

### Model informacji publicznej
Pojawił się na początku XX wieku, a jego twórcą był Ivy Lee. Odrzucił on poprzednie podejście public should be damned na rzecz public should be informed. Rzetelna informacja i mówienie prawdy to cele komunikowania. Celem ma być upowszechnianie informacji o firmie (nie mediacja). Lee stworzył własny kodeks zawodowy (Declaration of Principle) w którym podkreślał, że PR opiera się na otwartości i służy publicznemu dobru. Uważał, że jeżeli prawda o firmie jest dla niej szkodliwa, to należy to zmienić. Program PR oceniany przez ilość wycinków. Jego informacje prasowe były szczytem wiarygodności, podawał w nich – co nie było powszechną praktyką – kto je napisał i w czyim imieniu. W swoim działaniu kierował się nie badaniami, ale intuicją, która dwukrotnie go zawiodła – w przypadku promocji III Rzeszy i ZSRR. Według tego modelu funkcja PR to przede wszystkim rozpowszechnianie informacji. Dziś stosowany w agencjach rządowych, niektórych działaniach non-profit, w trakcie kampanii informacyjnych, informacjach kulturalnych.

### Model dwukierunkowy asymetryczny
Pojawienie się tego modelu można wiązać z aktywnością rządu amerykańskiego w czasie komunikowania podczas I wojny światowej. Za jego pioniera uważa się Waltera Lippmana (Public Opinion). W rok po nim do dyskusji włącza się Edward Bernays ze swoją książką Crystalizing Public Opinion. Uważał, że PR może służyć dobru publicznemu, jeżeli przekonuje się ludzi do tego, co i tak jest zgodne z ich interesem, a organizacja zmienia się wraz z wymaganiami publiczności. Manipulacja ma polegać jedynie na tym, że organizacja jest pokazywana przez uwypuklenie cech, które publiczności najbardziej się podobają. Ten model komunikacji podchwycili Hill i Knowlton. Organizacja próbuje przekonać odbiorców do swoich celów, ale by robić to skutecznie, stara się najpierw poznać ich potrzeby i je zaspokoić. W modelu tym dużą wagę przykłada się do badań. Najczęściej praktykowany przez doradców PR i przedsiębiorstwa.

### Model dwukierunkowy symetryczny
Model zakłada podjęcie wymiany informacji i opinii między publicznością a firmą. Za pioniera tego podejścia uważa się Bernaysa. Na gruncie naukowym byli to Hunt i Grunig, pierwsi praktycy to David Finn i Harold Burson. Według tego modelu specjaliści od PR to mediatorzy, pracują, by przybliżyć publiczności stanowisko firmy i odwrotnie. Badania oceniające mają sprawdzać, czy sytuacja przebiega pomyślnie. Dzisiaj stosowany w wielu przedsiębiorstwach rynku niekonkurencyjnego. Polega na wytworzeniu sytuacji typu WIN-WIN, w której obie strony mogą zrealizować swoje interesy. Według Hunta i Gruniga jest to sytuacja, która powinna wyznaczać kierunek dla rozwoju PR w przyszłości. Autorzy zdawali sobie jednak sprawę z faktu, że model ten jest obecnie rzadko wykorzystywany.

## Mylenie PR z marketingiem
Public relations często mylone jest z inną funkcją zarządzania, jaką jest marketing. W wielu organizacjach zatrudnieni są pracownicy, którzy zajmują się jednocześnie public relations i marketingiem bez wyraźnego wyznaczenia różnic. Podczas gdy marketing jest zarządzaniem relacjami pomiędzy firmą a jej klientami, natomiast PR jest szerszą kategorią i odnosi się do relacji pomiędzy firmą a jej interesariuszami jak np. pracownicy firmy, inwestorzy, społeczność lokalna, rządy i samorządy czy media.
Głównym założeniem marketingu jest zaspokojenie ludzkich potrzeb. Marketerzy dostarczają produkty i usługi do konsumentów w celu wymiany ich na inne dobro. Klasycy marketingu jak Philip Kotler i Gary Armstrong zwracali uwagę na marketing jako czynności służące wybudowaniu odpowiedniej relacji z grupą docelową, która ma służyć wymianie produktów, usług, pomysłów oraz innych rzeczy. Relacja marketingowa wyróżnia się tym, że odbywa się w niej obustronna wymiana czegoś co dla każdej ze strony posiada pewną wartość. Celem marketingu jest zaspokojenie potrzeb klientów po to, aby osiągnąć ekonomiczne założenia firmy.
Public relations często stosowane jest jako narzędzie wspierające marketing. Ponieważ profesjonalni praktycy PR posiadają wiedzę na temat redagowania materiałów prasowych, współpracy z dziennikarzami (media relations) oraz implementacji strategii i programów komunikacyjnych, działy marketingu często korzystają ze wsparcia konsultantów PR. Public relations jest długofalowym budowaniem i utrzymywaniem dobrych relacji z wewnętrznym oraz zewnętrznym otoczeniem firmy czy organizacji, pracownikami, inwestorami, organizacjami rządowymi, liderami społecznymi. W wielu firmach marketing i public relations funkcjonują jako oddzielne działy, które mają inne, ale nakładające się i komplementarne cele.